# Vandijkophrynus amatolicus
Espèce
Synonymes
- Bufo angusticeps amatolica Hewitt, 1925
- Bufo amatolicus Hewitt, 1925

Statut de conservation UICN

 CR A2a : 
En danger critique
Vandijkophrynus amatolicus est une espèce d'amphibiens de la famille des Bufonidae.

## Répartition
Cette espèce est endémique de la province du Cap-Oriental en Afrique du Sud. Elle se rencontre entre Katberg et Keiskammahoek entre 1 400 et 1 800 m d'altitude dans les monts Winterberg et Amatola.

## Description
Une femelle de 38,4 mm a été observée en 2011.

## Étymologie
Son nom d'espèce lui a été donné en référence au lieu de sa découverte, les monts Amatola.

## Publication originale
- Hewitt, 1925 : On some new species of Reptiles and Amphibians from South Africa. Record of the Albany Museum, Grahamstown, vol. 3, no 4, p. 343-370.